# گرگ وینتر

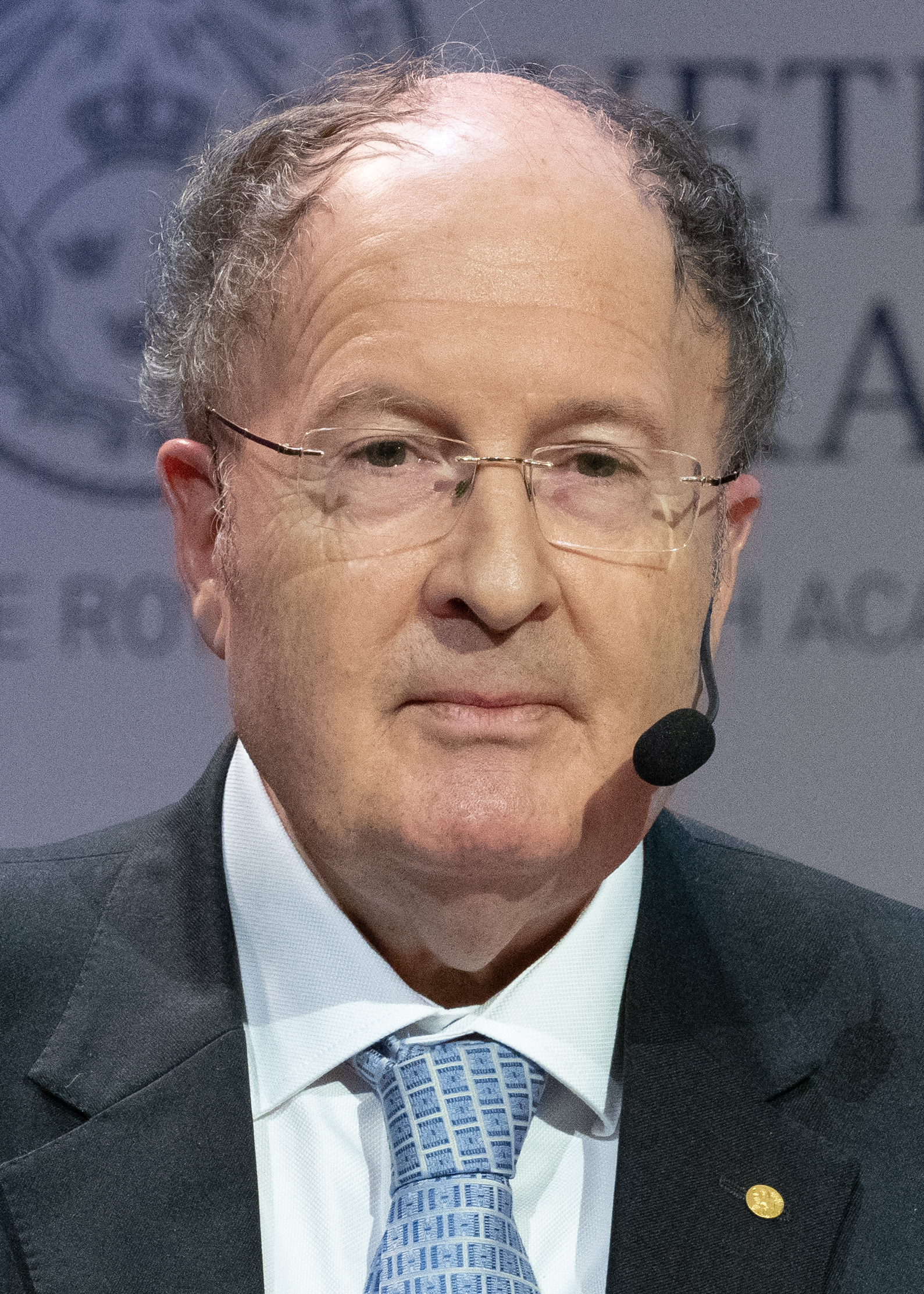
گرگ وینتر در سال ۲۰۱۸

گرگ وینتر (انگلیسی: Greg Winter؛ زادهٔ ۱۴ آوریل ۱۹۵۱) سی‌بی‌ای اف‌آراس، زیست‌شیمی‌دان برنده جایزه نوبل شیمی ۲۰۱۸ اهل بریتانیا است. او برای کارهای پیشگامانه‌اش در زمینه پادتن تک‌تیره مشهور است. او جایزه نوبل شیمی ۲۰۱۸ را به همراه فرانسیس آرنولد و جرج پی. اسمیت دریافت کرد. او عضو کالج ترینیتی (کمبریج) و رئیس شورای تحقیقات پزشکی انگلستان است.